# Britt Johansen
Britt Johansen född 1954 är en  norsk tidigare aktiv handbollsspelare, som spelade som linjespelare (mittsexa) samt som niometersspelare.

## Karriär

### Klubblagsspel
Johansen var i huvudsak linjespelare. Johansen var spelare i Sverresborg IF 1973 till 1988. Under denna period på 15 år var hon en central spelare för Sverresborg IF, en klubb från stadsdelen Byåsen i Trondheim. Klubben vann ett seriemästerskap och tre cuptitlar under åren 1982–1986. Från 1988 var Johansen aktiv spelare i Nidelv IL på lägre nivå. Adressavisen värderade de tio bästa spelarena på damsidan i Trondheim och placerade Britt Johansen som nr 7. Tidningens beskrivning i översättning från norskan: Smart linjespelare med spärrar och förflyttningar som satte de flesta försvararna utan chans. Som niometerspelare med utsökta passningar. Kompromisslös försvarsspelare med effektivt block.

### Landslagsspel
Hon spelade 156 landskamper och gjorde 140 mål for Norges  damlandslag i handboll från debuten 16 augusti 1978 mot USA. Sista landskampen gjorde hon 7 november 1985 mot Sovjetunionen. 1982 spelade hon för Norge Världsmästerskapet i handboll för damer 1982, där Norge slutade som nummer 7.